# Lynn Verhoef
Lynn Verhoef (23 oktober 2005) is een voetbalspeelster uit Nederland. Ze speelt als verdediger voor NAC Breda.

## Clubcarrière
Verhoef begon met voetballen in 2011 bij de lokale amateurclub RCSV Zestienhoven. In 2014 maakte ze de overstap naar jeugdacademie van ADO Den Haag.
Verhoef voegde zich op 23 april 2024 bij de selectie van het nieuw opgerichte NAC Breda. Op 7 september 2024 maakte Verhoef als centrale verdediger haar debuut voor NAC Breda in de Vrouwen Eerste divisie in een thuiswedstrijd tegen Jong Feyenoord in het Rat Verlegh Stadion. Ze vormt een duo met Nikki van den Burg, waarmee ze eerder samenspeelde bij Jong ADO Den Haag.

## Statistieken
| Seizoen | Club      | Land      | Competitie     | Wedstrijden | Doelpunten |
| ------- | --------- | --------- | -------------- | ----------- | ---------- |
| 2024/25 | NAC Breda | Nederland | Eerste divisie | 20          | 3          |
| Totaal  | Totaal    | Totaal    | Totaal         | 20          | 3          |

Laatste update: 6 april 2025
1 De Haan ·
2 Heshof ·
3 Van den Burg ·
4 Verhoef ·
5 F. Mol ·
6 Heijblom ·
7 Promes ·
8 Aurélio ·
9 Franken ·
10 Laamouz ·
11 Schneijderberg ·
12 Nguyen ·
14 Hendriks ·
15 Fertoute ·
16 Oussoren ·
17 De Blij ·
18 Meerding ·
19 Tabi ·
19 Warps ·
20 Versluijs ·
21 Cober ·
22 L. Mol ·
23 Van der Meulen ·
24 Goutier ·
25 Yetim ·
26 Zieleman ·
Coach: Mank